# Saint-Gaultier
Saint-Gaultier è un comune francese di 2 004 abitanti situato nel dipartimento dell'Indre nella regione del Centro-Valle della Loira.
Il territorio comunale è bagnato dal fiume Creuse.

## Società

### Evoluzione demografica
Abitanti censiti